# Андриевщина
Андрие́вщина (бел. Андрые́ўшчына) — деревня в составе Боровского сельсовета Дзержинского района Минской области Беларуси. Расположена в 22 километрах от Дзержинска, 55 километрах от Минска, 24 километрах от железнодорожной станции Койданово на линии Минск—Барановичи. Расположена на побережье Полоневичского озера и реки Волка.

## Название
Название Андриевщина и другие родственные топонимы Андре́евичи, Андре́йчики, Андре́евщина происходят от личного имени Андрей и образованных от него фамилий.

## История
Известна со 2-й половины XVIII века, как деревня в Минском повете Минского воеводства Великого княжества Литовского, владение Радзивиллов. После второго раздела Речи Посполитой (1793 год) в составе Российской империи. В 1800 году в деревне 22 дворов, 57 жителей, владение князя Доминика Радзивилла. В 1870 году — 31 житель мужского пола, владение казны, после конфискации владений Радзивиллов за участие в польском восстании.
В 1897 году, по данным первой всероссийской переписи населения в деревне 12 дворов, 101 житель. В 1917 году в деревне 17 дворов, 128 жителей. С 9 марта 1918 года в составе провозглашённой Белорусской Народной Республики, однако фактически находилась под контролем германской военной администрации. С 1 января 1919 года в составе Советской Социалистической Республики Белоруссия, а с 27 февраля того же года в составе Литовско-Белорусской ССР, летом 1919 года деревня была занята польскими войсками, после подписания рижского мира — в составе Белорусской ССР. С 20 августа 1924 года в составе Полоневичского сельсовета (в 1931—1937 годах — национального польского) Койдановского (с 1932 года — Дзержинского) района Минского округа. С 31 июля 1937 года в составе Минского района, с 4 февраля 1939 года снова в составе Дзержинского района, с 20 февраля 1938 года в составе Минской области.  В годы коллективизации организован колхоз. В 1926 году 19 дворов, 97 жителей. 
В Великую Отечественную войну с 28 июня 1941 года по 7 июля 1944 года находилась под немецко-фашистской оккупацией, на фронтах войны погибли 6 жителей деревни.
С 16 июля 1954 года — деревня, после упразднения Полоневичского сельсовета передана в Боровской сельсовет. В 80-е годы входила в состав колхоза «Маяк» (центр — д. Журавинка). В 1991 году — 9 дворов, 15 жителей. В 2009 году в составе СПК «Маяк-78», ранее действовал магазин, работает молочно-товарная ферма.

## Население
| Численность населения (по годам) | Численность населения (по годам) | Численность населения (по годам) | Численность населения (по годам) | Численность населения (по годам) | Численность населения (по годам) | Численность населения (по годам) | Численность населения (по годам) |
| 1800                             | 1897                             | 1900                             | 1917                             | 1926                             | 1991                             | 1996                             | 1999                             |
| -------------------------------- | -------------------------------- | -------------------------------- | -------------------------------- | -------------------------------- | -------------------------------- | -------------------------------- | -------------------------------- |
| 57                               | ↗101                             | ↗104                             | ↗128                             | ↘97                              | ↘15                              | ↘10                              | ↗14                              |
| 2009                             | 2017                             | 2018                             | 2020                             | 2021                             | 2022                             |                                  |                                  |
| ↘7                               | →7                               | ↘5                               | ↗6                               | ↗8                               | ↗10                              |                                  |                                  |

## Улицы
В Андриевщине насчитывается 3 улицы:
- улица Сосновый Бор (бел. вуліца Сасновы Бор);
- Центральная улица (бел. Цэнтральная вуліца);
- Лесной переулок (бел. Лясны завулак).

## Известные уроженцы
- Анатолий Викентьевич Соболевский — белорусский театровед и педагог, доктор наук.
- Антон Иванович Марецкий — белорусский философ, кандидат философических наук (1979).